# 32142 Tristanguillot
32142 Tristanguillot è un asteroide della fascia principale. Scoperto nel 2000, presenta un'orbita caratterizzata da un semiasse maggiore pari a 2,718692 UA e da un'eccentricità di 0,187483, inclinata di 8,236545° rispetto all'eclittica.